# Ян Брейха
Ян Брейха (22 лютого 1867, Галичина — 28 грудня 1924, Прага-Виногради) — чеський залізничний службовець, який деякий час був фактичним першим губернатором Підкарпатської Русі, приєднаної до Чехословаччини.

## Життєпис
Народився в Моравській Сілезії. Він став залізничним чиновником, у 1904 році був призначений інспектором Дирекції державних залізниць у Пльзені. Завдяки своїм організаторським здібностям він піднявся в кар'єрі, зрештою ставши заступником директора Празьких державних залізниць, його призначенню директором нібито мала перешкодити німецька опозиція. Перед початком Першої світової війни він був покликаний до Міністерства внутрішніх справ Відня на посаду міністерського радника.
Після створення Чехословаччини він швидко приєднався до державної служби новоутвореної держави. Для службової експертизи був направлений на Підкарпатську Русь, де в 1919 (з 1 серпня) до 1920 р. обіймав посаду вищого представника місцевої цивільної адміністрації з осідком в Ужгороді. Проте його критикували підкарпатські політики, включно з його консультативною радою, за його немісцеве походження. Після подальших складних переговорів чехословацький уряд і представники Підкарпаття конституційно, але лише формально (не фактично) запровадили автономію краю під проводом обраного громадянами губернатора та губернатором, обраним урядом Чехословацької Республіки. Формально посада адміністратора припинилася і новим намісником Підкарпатської Русі став Григорій Жаткович.
Брейха повернувся до Праги, а потім у 1921 році пішов у відставку. Згодом він недовго працював у раді директорів Чехословацького акціонерного товариства з оренди залізничних вагонів.
Помер 28 грудня 1924 року на празьких Виноградах у віці 57 років.

### Зовнішні посилання
- Біографічний словник Академії наук Чеської Республіки
- Перепис населення Праги 1830—1910 (1920)